# Puchar Polski (województwo zachodniopomorskie) w piłce nożnej mężczyzn (2022/2023)
W sezonie 2022/2023 Puchar Polski na szczeblu regionalnym w województwie zachodniopomorskim składał się z 3 rund, w których wzięło udział 8 zespołów: 4 z OPP Koszalin i 4 z OPP Szczecin. Rozgrywki miały na celu wyłonienie zdobywcy Regionalnego Pucharu Polski w województwie zachodniopomorskim i uczestnictwo na szczeblu centralnym Pucharu Polski w sezonie 2023/2024.

## Uczestnicy
| III liga                                                         | IV liga |
| ---------------------------------------------------------------- | --- |
| - Pogoń II Szczecin – OPP Szczecin - Świt Skolwin – OPP Szczecin | - Bałtyk Koszalin – OPP Koszalin - Orzeł Wałcz – OPP Koszalin - Wieża Postomino – OPP Koszalin - MKP Szczecinek – OPP Koszalin - Flota Świnoujście – OPP Szczecin - Wybrzeże Rewalskie Rewal – OPP Szczecin |

## 1/4 finału
Losowanie par ćwierćfinałowych, podobnie jak następnych faz, miało miejsce 14 kwietnia 2023 roku, natomiast mecze rozegrano 10 maja tegoż roku.
| 10 maja 2023 | Wieża Postomino    | 1:1 k. 5:6    | Bałtyk Koszalin        |  |
| 18:00        | 65' Andrzej Łyszyk | (0:1, k. 5:6) | 41' Seweryn Kozakowski |  |

| 10 maja 2023 | Flota Świnoujście | 13:0  | MKP Szczecinek |  |
| 18:00        | 3', 20', 45' Maksymilian Turajski · 22' Kostiantyn Karaman · 23' Filip Adamski · 37' Michał Stasiak · 38', 77', 78' Roman Dziuba · 41' Patryk Harkot · 66' Grzegorz Tarasewicz · 76' Mike Janiszewski · 90' Błażej Jezierski | (8:0) |                |  |

| 10 maja 2023 | Wybrzeże Rewalskie Rewal      | 1:1 k. 2:4    | Pogoń II Szczecin |  |
| 18:00        | 29' Borys Sobstyl-Jałoszyński | (1:0, k. 2:4) | 84' Amin Doustali |  |

| 10 maja 2023 | Orzeł Wałcz | 0:4   | Świt Skolwin                                                                     |  |
| 18:00        |             | (0:1) | 3' Patryk Paczuk · 47' Piotr Wojtasiak · 51' Szymon Kapelusz · 87' Ernest Hulisz |  |

## 1/2 finału
Losowanie par półfinałowych miało miejsce 14 kwietnia 2023 roku, natomiast mecze rozegrano 31 maja tegoż roku.
| 31 maja 2023 | Bałtyk Koszalin        | 2:0   | Flota Świnoujście |  |
| 18:00        | 22', 53' Adrian Cybula | (1:0) |                   |  |

| 31 maja 2023 | Pogoń II Szczecin | 0:0 k. 4:3    | Świt Skolwin |  |
| 18:00        |                   | (0:0, k. 4:3) |              |  |

## Finał
Mecz finałowy odbył się 14 czerwca 2023 roku. W nim Pogoń II Szczecin pokonała Bałtyk Koszalin, dzięki czemu wygrała Regionalny Puchar Polski w województwie zachodniopomorskim i uzyskała prawo do gry na szczeblu centralnym Pucharu Polski w sezonie 2023/2024.
| 14 czerwca 2023 | Bałtyk Koszalin | 0:1   | Pogoń II Szczecin |  |
| 18:00           |                 | (0:0) | 84' Amin Doustali |  |